# Alan Ball
 Der er flere personer med dette navn, se Alan Ball (fodboldspiller).
 Der er for få eller ingen kildehenvisninger i denne artikel, hvilket er et problem. Du kan hjælpe ved at angive troværdige kilder til de påstande, som fremføres i artiklen.

Alan Ball (født 13. maj 1957 i Atlanta,  Georgia) er en  Oscar-vindende producer, manuskriptforfatter og instruktør. Han er bedst kendt for at have skrevet manuskriptet til den  Oscar-vindende film American Beauty, og for at have skabt  HBO-serien Six Feet Under.

## Biografi
Alan Ball gik på universitet i Florida på Florida State University School of Theatre. Da han vandt en Emmy for at have instrueret et afsnit af Six Feet Under til den 54. Emmy-uddeling, kunne han fortælle, at han begyndte at skrive og producere sit eget arbejde, da han gik på Florida State University School of Theatre.
Ball begyndte hans karriere med at skrive på en tv-serie, kaldt Cybill, med Cybill Shepherd i hovedrollen. Ball har udtalt, at han baserede  Anette Bennings rædselsfulde forstadskone karakter i filmen American Beauty på Cybill Shephard, da Shephard har fået ry for at være rigtig besværlig at arbejde sammen med.
Alan Ball har derudover også skrevet manuskripter til forskellige teaterstykker.
Alan Ball er åbent homoseksuel, og hans værker indeholder tit homoseksuelle temaer og karakterer.
I 2004 anskaffede Ball sig filmrettighederne til romanen Towelhead, skrevet af Alicia Erian. Filmen fik premier til Toronto Film Festival den 8. September 8 2007 under navnet Nothing is Private men blev senere frigivet under titlen Towelhead. Filmen har blandt andre Aaron Eckhart, Maria Bello, Toni Collette og den nye skuespiller, Summer Bishil, i hovedrollerne.
Ball har udtalt, at for ham er filmen en historie om personligt mod, og om at tage ansvar for sig selv som person i en meget tidlig alder.
I 2005 blev det annonceret, at Alan Ball skulle skrive og instruere en ny serie for  tv-kanalen HBO, baseret på  Charlaine Harris' bogserie Southern Vampire Mysteries. Serien, der har fået titlen True Blood, får premiere på HBO til efteråret i 2007.
I januar 2007 fik hans teaterstykke All That I Will Ever Be premiere i New York Theatre Workshop i New York.

## Six Feet Under
Alan Ball har skrevet 9 afsnit af hans serie Six Feet Under, og han har instrueret 6 afsnit af serien, heriblandt både  pilot-afsnittet og finaleafsnittet.

### Skrevet
- "Pilot" (2001)
- "An Open Book" (2001)
- "Knock, Knock" (2001)
- "In the Game" (2002)
- Someone Else's Eyes (2002)
- "Perfect Circles" (2003)
- "Nobody Sleeps", sammen med Rick Cleveland (2003)
- "Can I Come Up Now?" (2004)
- "Everyone's Waiting", finaleafsnittet (2005)

### Instrueret
- "Pilot" (2001)
- "Knock, Knock" (2001)
- "The Last Time" (2002)
- "I'm Sorry, I'm Lost" (2003)
- "Untitled" (2004)
- "Everyone's Waiting", finaleafsnittet (2005)